# USS Bream (SS-243)
USS Bream (SS-243) – amerykański okręt podwodny typu Gato, pierwszego masowo produkowanego wojennego typu amerykańskich okrętów podwodnych. W trakcie wojny podwodnej na Pacyfiku przeprowadził 6 patroli bojowych w trakcie których zatopił japońskie jednostki o łącznej pojemności 6 934 ton.